# Titularbistum Gerara
Gerara ist ein Titularbistum der römisch-katholischen Kirche.
Es geht zurück auf ein ehemaliges Bistum in der antiken Stadt gleichen Namens in der römischen Provinz Syria Palaestina bzw. Palaestina Prima. Es gehörte der Kirchenprovinz Caesarea in Palaestina an
| Titularbischöfe von Gerara |                            |                                            |                 |                  |
| Nr.                        | Name                       | Amt                                        | von             | bis              |
| 1                          | Domingo Juan Vargas OP     | emeritierter Bischof von Huaraz (Peru)     | 1. August 1936  | 6. April 1948    |
| 2                          | Henri-Louis-Toussaint Vion | Koadjutorbischof von Poitiers (Frankreich) | 18. August 1948 | 4. August 1956   |
| 3                          | Kazimirs Duļbinskis        | Weihbischof in Riga (Lettland)             | 19. Juli 1946   | 17. Oktober 1991 |